# سر ساران
سَر ساران روستایی واقع‌در دهستان پیشکوه  بخش مرکزی شهرستان قائنات در استان خراسان جنوبی ایران است.